# Cosmovisió
La cosmovisió és el conjunt d'opinions i creences que conformen la imatge o concepte general del món que té una persona, època o cultura, a partir de la qual interpreta la seva naturalesa i tot allò que existeix. Etimològicament, el mot és un calc de la paraula alemanya Weltanschauung (de Welt, "món" i anschauen, "observar").
Una cosmovisió defineix nocions comunes, que s'apliquen a tots els camps de la vida, des de la política, l'economia o la ciència fins a la religió, la moral o la filosofia. Serveix per caracteritzar una comunitat en oposició a d'altres. Els estudiosos de la sociolingüística afirmen que la cosmovisió es plasma en la llengua materna de cada individu, de manera que idioma i construcció del món s'influencien mútuament.
Ha de constar dels següents elements mínims:
- descripció del món, que inclogui explicacions sobre els fenòmens que s'hi esdevenen
- futurologia o preocupació pel destí del poble/raça humana
- conjunt de normes morals
- epistemologia, decisió sobre quines proposicions bàsiques són veritables

## Definició
Una cosmovisió és el conjunt d'opinions i creences que conformen la imatge o concepte general del món que té una persona, època o cultura, a partir de la qual interpreta la seva pròpia naturalesa i la de tot l'existent. Una cosmovisió defineix nocions comunes, que s'apliquen a tots els camps de la vida, des de la política, l'economia o la ciència fins a la religió, la moral o la filosofia.
El terme "cosmovisió" és una adaptació del alemany Weltanschauung (de Welt= "món", i anschauen = "observar"), una expressió introduïda pel filòsof Wilhelm Dilthey en la seva obra Einleitung in die Geisteswissenschaften ("Introducció a les Ciències humanes [entenent-se "esperit" -Geist- aquí més aviat com a cultura"], 1914). Dilthey, un membre de l'escola hermenèutica, sostenia que l'experiència vital estava fundada —no solament intel·lectual, sinó també emocional i moralment— en el conjunt de principis que la societat i la cultura en la qual s'havia format. Les relacions, sensacions i emocions produïdes per l'experiència peculiar del món en el si d'un ambient determinat contribuirien a conformar una cosmovisió individual. Tots els productes culturals o artístics serien al seu torn expressions de la cosmovisió que els creés; la tasca hermenèutica consistiria a recrear el món de l'autor en la ment del lector. El terme va ser ràpidament adoptat en les ciències socials i la filosofia, on s'empra tant traduït com en la forma alemanya original.
Una cosmovisió no seria una teoria particular sobre el funcionament d'alguna entitat particular, sinó una sèrie de principis comuns que inspirarien teories o models a tots els nivells: una idea de l'estructura del món, que crea el marc o paradigma per a les restants idees. D'aquesta manera, pot pertànyer a l'àmbit de la filosofia anomenat metafísic (encara que també doctrines tradicionalment antimetafísiques, com el positivisme o el marxisme puguin constituir una cosmovisió per als seus adherents). No obstant això, una cosmovisió no és una elaboració filosòfica explícita ni depèn d'una; pot ser més o menys rigorosa, acabada o intel·lectualment coherent.
Els sistemes filosòfics, els sistemes de creences, religions o sistemes polítics i fins i tot les ideologies poden constituir cosmovisions, ja que proveeixen un marc interpretatiu a partir del com els seus adherents i seguidors elaboren doctrines intel·lectuals i ètiques. Exemples són el judaisme, el cristianisme, el budisme, l'islam, el socialisme, el marxisme, l'anarquisme, el cientificisme, l'humanisme, el nacionalsocialisme, el nacionalisme o el capitalisme, l'antropocentrisme, el teocentrisme, el sensocentrisme, etc. Les cosmovisions són complexes i resistents al canvi; poden, per tant, integrar elements divergents i encara contradictoris. L'afirmació intransigent i autoritària de la pròpia cosmovisió és el fonamentalisme.
Els lingüistes i antropòlegs com Edward Sapir i Benjamin Lee Whorf han arribat a considerar amb bastant certesa encara que extremant el relativisme cultural que l'idioma (especialment la llengua materna) resulta una espècie de filtre a nivell de lo simbòlic que permet, o no, percebre els aspectes del real transformant-ho en la realitat que pot percebre un subjecte en el seu univers lingüístic, exemple d'això és que els inuit («esquimals») perceben diverses espècies de neus i gels on un «occidental» es troba simbòlicament limitat a percebre solament una (el mateix s'observa en zones desèrtiques on els seus habitants indígenes, com les dels imoshag, beduins etc. poden distingir diferents tipus de sorra, formacions rocoses, meteors etc.). Un curiós exemple ha ocorregut en l'Extrem Orient amb els colors blau i verd, ja que en xinès antic, en el sinovietnamita, en la llengua thai s'utilitza o ha usat el sinograma 青 per a tots dos colors. Tal qüestió de vegades d'una manera curiosa s'observa al Japó on de vegades se segueix cridant blava (青 [ あお] ao) al verd actualment anomenat (緑 [ みどり] midori) el que no està en tal cas comprovat és que els japonesos de cultura yamato no poguessin distingir fa segles el blau del verd; encara que si és probable que consideressin al verd com un matís del blau. Les limitacions que poden implicar les cosmovisions poden implicar també apories per cada subjecte psíquicament configurat en determinada cosmovisió.